# Vua Ả Rập Xê Út
Vua Ả Rập Xê Út là nguyên thủ quốc gia và cũng là quốc vương của Ả Rập Xê Út. Nhà vua đóng vai trò là người đứng đầu nhà nước quân chủ Saudi - Nhà Saud. Vua Ả Rập Xê Út còn được gọi là Người bảo hộ hai Thánh Đường Hồi Giáo linh thiêng (خادم الحرمين الشريفين). Danh hiệu này có nghĩa là thẩm quyền của Ả Rập Xê Út trên nhà thờ Hồi giáo Masjid al Haram ở Mecca và Masjid al-Nabawi tại Medina, thay cho Bệ hạ (صاحب الجلالة) vào năm 1986.

## Lịch sử
Vua Abdul-Aziz (còn gọi là Ibn Saud) bắt đầu chinh phục lãnh thổ ngày nay là Ả Rập Xê Út vào năm 1902, bằng cách khôi phục gia đình mình trở thành emir (tiểu vương) của Riyadh. Sau đó, ông tiếp tục chinh phục các tiểu quốc đầu tiên là Nejd (1922) và sau đó là Hejaz (1925). Ông tiến triển từ Sultan của Nejd, đến Vua Hejaz và Nejd, và cuối cùng là Vua Ả Rập Xê Út vào năm 1932.

## Kế vị
Các đời vua kể từ sau cái chết của Ibn Saud đều do các con trai của ông nắm giữ, và tất cả những người thừa kế ngay lập tức đương kim Quốc vương Salman sẽ từ thế hệ con cháu của mình. Những người con trai của Ibn Saud được xem là có tuyên bố chính thức về ngôi vua Ả Rập Xê Út. Điều này làm cho chế độ quân chủ Saudi khá khác biệt với chế độ quân chủ phương Tây, mà thường có điểm đặc trưng lớn, xác định rõ ràng hoàng tộc và thứ tự kế vị.

## Địa vị pháp lý
Ả Rập Xê Út được cai trị bởi luật Hồi giáo và hàm ý là một nhà nước Hồi giáo, nhưng nhiều người Hồi giáo nhìn thấy chế độ quân chủ cha truyền con nối như là một hệ thống thoái chí của chính phủ trong đạo Hồi.

## Cương vị khác
Vua Ả Rập Xê Út cũng được coi là người đứng đầu Nhà Saud và Thủ tướng Chính phủ. Thái tử cũng là "Phó Thủ tướng Chính phủ." Các đời vua từ sau thời Faisal đã bổ nhiệm một "Phó Thủ tướng thứ hai" làm người thừa kế tiếp theo sau Thái tử.

## Vua Ả Rập Xê Út (1932–nay)
| Tên                   | Tuổi thọ                                            | Bắt đầu trị vì      | Kết thúc trị vì                    | Ghi chú                                                                | Dòng dõi | Hình                     |
| --------------------- | --------------------------------------------------- | ------------------- | ---------------------------------- | ---------------------------------------------------------------------- | -------- | ------------------------ |
| Abdul Aziz عبد العزيز | 15 tháng 1 năm 1875 – 9 tháng 11 năm 1953 (78 tuổi) | 22 tháng 9 năm 1932 | 9 tháng 11 năm 1953                |                                                                        | Saud     | Ibn Saud của Ả Rập Xê Út |
| Saud سعود             | 12 tháng 1 năm 1902 – 23 tháng 2 năm 1969 (67 tuổi) | 9 tháng 11 năm 1953 | 2 tháng 11 năm 1964 (bị phế truất) | Con trai của Ibn Saud và Wadhah bint Muhammad bin 'Aqab                | Saud     | Saud của Ả Rập Xê Út     |
| Faisal فيصل           | Tháng 4, 1906 – 25 tháng 3 năm 1975 (68 tuổi)       | 2 tháng 11 năm 1964 | 25 tháng 3 năm 1975 (bị ám sát)    | Con trai của Ibn Saud và Tarfa bint Abduallah bin Abdulateef al Sheekh | Saud     | Faisal của Ả Rập Xê Út   |
| Khalid خالد           | 13 tháng 2 năm 1913 – 13 tháng 6 năm 1982 (69 tuổi) | 25 tháng 3 năm 1975 | 13 tháng 6 năm 1982                | Con trai của Ibn Saud và Al Jawhara bint Musaed bin Jiluwi             | Saud     | Khalid của Ả Rập Xê Út   |
| Fahd فهد              | 16 tháng 3 năm 1921 – 1 tháng 8 năm 2005 (84 tuổi)  | 13 tháng 6 năm 1982 | 1 tháng 8 năm 2005                 | Con trai của Ibn Saud và Hassa bint Ahmed Al Sudairi                   | Saud     | Fahd của Ả Rập Xê Út     |
| Abdullah عبدالله      | 1 tháng 8 năm 1924 – 23 tháng 1 năm 2015 (90 tuổi)  | 1 tháng 8 năm 2005  | 23 tháng 1 năm 2015                | Con trai của Ibn Saud và Fahda bint Asi Al Shuraim                     | Saud     | Abdullah của Ả Rập Xê Út |
| Salman - سلمان        | 31 tháng 12, 1935                                   | 23 tháng 1 năm 2015 | Hiện tại                           | Con trai của Ibn Saud và Hassa bint Ahmed Al Sudairi                   | Saud     | Salman của Ả Rập Xê Út   |

## Hoàng kỳ
Hoàng kỳ bao gồm một lá cờ màu xanh lá cây, với một dòng chữ Ả Rập và một thanh kiếm màu trắng, với một quốc huy thêu vàng ở góc dưới bên phải. 

Hoàng kỳ của Vua

Dòng chữ in trên lá cờ được viết là chữ Thuluth. Đây là shahada hoặc tuyên bố của đức tin Hồi giáo:
- لا إله إلا الله محمد رسول الله محمد رسول الله
- lā 'ilāha 'illa-llāh muḥammadun rasūlu-llāh
- "Chẳng có vị chúa nào khác ngoài Allah và Muhammad là sứ giả của Allah"